# عفيفة بنت أحمد الأصبهانية
عفيفة بنتُ أبي بكر أحمد بن عبد الله بن محمد بن عبد الله بن حسن بن مهران الفارفانية وقيل الفارقانية الأصبهانية وكنيتها أُم هانيء، (وُلِدت في ذو الحجة، 510 هـ - وتُوفيت في ربيع الثاني، 606 هـ بِأصبهان، إيران)، عالمة مُسلِمة وفقيهة ومحدثة من رواة الحديث النبوي. مِن عرب إيران، عاشت بقرية فارفان وقيل فارقان الواقعة بأصبهان ونُسِبت إليها في بدايات القرن الخامس الهجري وأوائل القرن السادس الهجري.

## سيرتها
وُلِدت بقرية فارفان الواقعة بأصبهان في ذو الحجة عام 510 هـ ونشأت فيها، كان والدها واعظاً، وأخيها مُحمد من رواة الحديث النبوي،
طلبت العلم الشرعي مُبكراً منذُ أن كانت طفلة وهذا أعطاها الفرصة حتى تسمع الحديث النبوي من العالِم المُعمِر عبد الواحد بن محمد الدشتج عندما كانت تبلغ من العُمر 7 سنوات فقط وهذا جعلها آخر من سمع وروى الحديث عن عبد الواحد بن محمد الدشتج، ومن الأحاديث التي حدثها إياها هُوّ:
| عفيفة بنت أحمد الأصبهانية | أنبأنا ابن سلامة، والفخر علي، عن عفيفة أخبرنا عبد الواحد بن محمد الدشتج سنة 517 هـ، أخبرنا أبو نعيم الأصبهاني سنة 429 هـ، أخبرنا محمد بن أحمد، حدثنا محمد بن عثمان العبسي، حدثنا محمد بن أبي ليلى، حدثني ابن أبي ليلى، عن إسماعيل بن أمية، عن ثابت، عن أنس بن مالك: سَمِعْتُ رَسُولَ اللَّهِ ﷺ يَقُولُ: «لَبَّيْكَ.» بحجةٍ وعُمرةٍ معًا. | عفيفة بنت أحمد الأصبهانية |

كانت تتمتع بذاكرة قويّة ساعدتها على حفظ إسانيد طويلة لذا كانت تروي أحاديثاً طويلة الإسناد مرفوعة إلى الصحابة والنبي محمد رُغم تأخر زمانها عنهم وكثير من هذه الأحاديث صحيحة.
سمعت مِن عبد الواحد بن محمد الدشتج آخر حديث رواه قبل وفاته، وسمعت أيضًا من حمزة بن العباس العلوي، وإسحاق بن أحمد الأشناني، والعالمة والمُحدِثة المُلقبة بـ مسندة أصبهان فاطمة بنت عبد الله اُلجوزْدانَّيِة حيثُ سمعت وحفظت مِنها كتاب المعجم الكبير بأكمله، وكتاب المعجم الصغير، وكتاب الفِتن لِصاحبه نعيم بن حماد، وسمعت أيضًا مِن جعفر بن عبد الواحد الثقفي.
وقد أجاز لها عدة علماء منهم: أبو علي الحداد، ومن بغداد؛ أبو علي بن المهدي، وأبو الغنائم بن المهتدي بالله، وأبو سعد بن الطيوري، وأبو طالب اليوسفي، وغيرهم.
روى وحدث عنها جمع، منهم: أبو موسى بن عبد الغني، والشيخ الضياء، والرفيع إسحاق الأبرقوهي، وأبو بكر بن نقطة. وقد أجاز عنها: أحمد بن سلامة، والبرهان بن الدرجي، وابن شيبان، والفخر علي، وخديجة بنت الشهاب بن راجح.
ترجم لها الإمام الذهبي في كِتاب سير أعلام النبلاء تحت باب الطبقة الثانية والثلاثون، ولقبها بـ مُسنِدة أصبهان، وقال عنها: «الشيخة الجليلة المعمرة» ، وأضاف في مكانٍ آخر مادحاً إياها وحديثها: «وانتهى إليها علو الإسناد».
يقُولُ تلميذها أبو بكر بن نقطة عنها:
«سمعتُ منها المعجم الكبير و الفتن لنعيم، وغير ذلك.»
من أحاديثها ما رُوِيّ عنها في كِتاب فوائد أبي علي الصواف:
| عفيفة بنت أحمد الأصبهانية | أخبرتنا أم هانئ عفيفة بنت أحمد بن عبد الله بن محمد بن عبد الله بن الحسين الفارفانية، قراءةً عليها، وأنا أسمعُ، في يوم الثلاثاء 17 جمادى الأولى من سنة 599 هـ، قيل: أخبركم أبو طاهر عبد الواحد بن محمد بن أحمد بن الهيثم الصباغ الدشتج، في يوم الثلاثاء 15 ربيع الآخر سنة 517 هـ، وأخبركم أبو علي الحسن بن أحمد الحداد، إجازةً، قالا: أنبا أبو نعيم أحمد بن عبد الله بن أحمد، ثنا أبو علي محمد بن أحمد بن الحسن الصواف، ثنا أبو يعقوب إسحاق بن الحسن بن ميمون الحربي، ثنا الحسين بن محمد بن بهرام أبو أحمد المروذي، ثنا شيبان بن عبد الرحمن التميمي، عن قتادة قال: وحدث أنس بن مالك، قال: قال نبي الله ﷺ: «إن العبد إذا وضع في قبره، وتولى عنه أصحابه، إنه ليسمع قرع نعالهم». قال ﷺ: «يأتيه ملكان فيقعدانه، فيقولان: ما كنت تقول في هذا الرجل ؟ فأما المؤمن فيقول: أشهد أنه عبد الله ورسوله». قال ﷺ: «فيقال: انظر إلى مقعدك من النار، قد أبدلك الله به مقعدا من الجنة». قال نبي الله ﷺ: «فيراهما جميعا». قال : وذكر لنا ﷺ: «يفسح له في قبره سبعون ذراعاً، ويملأ عليه خضراً إلى يوم يبعثون». | عفيفة بنت أحمد الأصبهانية |

ومن أحاديثها التي رواها محمد بن محمد بن محمد ابن فهد القرشي في كِتابه لحظ الألحاظ بذيل طبقات الحفاظ:
| عفيفة بنت أحمد الأصبهانية | أخبرتنا دار إقبال مؤنسة خاتون بنت أبي بكر بن أيوب قالت: أنبأتنا أم هانيء عفيفة بنت أحمد بن عبد الله الفارقانية وأم حبيبة عائشة، عن أسعد بن سعيد بن روح الفاخر وأحمد بن محمد بن أبي نصر قالوا: أخبرتنا أم الفضل فاطمة بنت عبد الله بن أحمد الجوزدانية قالت: أخبرنا أبو بكر محمد بن عبد الله بن ريذة قال: أخبرنا أبو القاسم سليمان بن أحمد بن أيوب الحافظ قال: حدثنا أبو مسلم الأنصاري عن حميد عن أنس بن مالك قال: إن رسول الله ﷺ قال: «انصر أخاك ظالمًا أو مظلومًا» فقلتُ: يا رسول الله أنصره مظلومًا فكيف أنصره ظالما؟! قال ﷺ: «ترده عن الظلم؛ فإن ذلك نصرة منك له». | عفيفة بنت أحمد الأصبهانية |

رتبتها صدوق حسن الحديث، وطبقتها الرابعة والعشرين، قال عنها خير الدين الزركلي: «فاضلة كانت لها شهرة في الحديث والفقه.» وقال عنها عبد العظيم المنذري: «لها إجازات عالية من أهل أصبهان وبغداد، يقال: إنها أكثر من خمس مائة شيخ».
ومن أحاديثها أيضًا ما رواه ابن سيد الناس في كتاب عيون الأثر في فنون المغازي والشمائل والسير:
| عفيفة بنت أحمد الأصبهانية | وقرأتُ على الشيخة الأصيلة مؤنسة خاتون بنت الملك العادل سيف الدين أبي بكر بن أيوب، إجازةً، أخبرتكَ أم هانئ عفيفة بنت أحمد بن عبد الله الفارقانية، إجازةً، أنا أبو طاهر عبد الواحد بن الصباغ، قال: أنا أبو نعيم الحافظ، قال: أنا ابن الصواف، قال: أنا بشر بن موسى، ثنا محمد بن سعيد يعني ابن الأصبهاني، ثنا شريك، وأبو وكيع، عن زبيد، عن عبد الرحمن بن أبي ليلى، عن عمر ، قال: «صلاة السفر ركعتان، وصلاة الجمعة ركعتان، وصلاة العيد ركعتان، تمام غير قصر، على لسان رسول الله ﷺ». | عفيفة بنت أحمد الأصبهانية |

تُوفيت في ربيع الثاني وقيل شهر جمادى الأولى عام 606 هـ بِأصبهان، إيران عن عُمر يُناهز 96 عاماً.